# Areotestis sibi
Areotestis sibi är en plattmaskart. Areotestis sibi ingår i släktet Areotestis och familjen Gastrocotylidae. Inga underarter finns listade i Catalogue of Life.